# شيخ أحمد (نقدة)
شيخ‌ أحمد هي قرية في مقاطعة نقدة، إيران. عدد سكان هذه القرية هو 468 في سنة 2006.